# ベルトクイズF&F
『ベルトクイズF&F』（ベルトクイズエフアンドエフ）は、フジテレビ系列局が2008年4月から2011年8月まで一度19時台に編成した後、2013年3月から再度同時間帯に編成していたフジテレビ製作のクイズ番組枠である。「F&F」は「ファミリー&フジテレビ」を意味する。

## 概要
フジテレビは2008年4月の改編で、それまで月曜日・水曜日・土曜日・日曜日の19時台に放送していた4つのクイズ番組に加え、木曜日と金曜日の19時台にも新しくクイズ番組形式のバラエティ番組をスタートさせた。これにより、フジテレビの19時台は『カスペ!』が編成されていた火曜日を除いて全てクイズ番組で構成の帯枠となった。
従来から月曜日の『ネプリーグ』と水曜日の『クイズ!ヘキサゴンII』が突出して高視聴率を記録しており、他の曜日の番組が半年間で顕著に向上することはなかった。
次第にクイズ番組は減少していき、2022年9月現在、クイズ番組の放送は月曜日・火曜日の週2回のみとなっている。特に2016年4月から10月までは月曜日のみの状態であった。

## 番組

### 現在放送されている番組
- 月曜日：『ネプリーグ』[2]
- 火曜日：『今夜はナゾトレ』
- 水曜日：未放送
- 木曜日：未放送
- 金曜日：未放送
- 土曜日：未放送
- 日曜日：未放送

### 過去に放送されていた番組
- 火曜日
  - 『ペケ+ポン（プラス）』[2]（2016年2月23日放送終了。かつては『ゲーム&クイズバラエティ ペケ×ポン』として金曜日に放送）
- 水曜日
  - 『クイズ!ヘキサゴンII』（2011年9月28日放送終了）
- 木曜日
  - 『全国一斉!日本人テスト』（2009年7月30日放送終了）
- 金曜日
  - 『検定ジャポン』（2008年9月19日放送終了）
- 土曜日
  - 『脳内エステ IQサプリ』（2009年3月14日放送終了）
  - 『超潜入!リアルスコープハイパー』（2015年3月14日放送終了）
  - 『最上級のひらめき人間を目指せ!クイズ!金の正解!銀の正解!』（2017年9月16日放送終了）
  - 『超逆境クイズバトル!!99人の壁』(2021年9月25日レギュラー放送終了)
- 日曜日
  - 『熱血!平成教育学院』（2011年3月20日放送終了）
  - 『1年1組 平成教育学院』（2011年9月11日放送終了）
  - 『クイズ!それマジ!?ニッポン』（2015年8月16日放送終了）

### その他
- 火曜日
  - 『カスペ!』（19時台・20時台に編成されていた単発特別番組枠。クイズ番組以外のジャンルの番組も放送）

## 変遷
| 期間    | 期間    | 月曜日     | 火曜日            | 水曜日                       | 木曜日                 | 金曜日                                                  | 土曜日                     | 日曜日              |
| ------- | ------- | ---------- | ----------------- | ---------------------------- | ---------------------- | ------------------------------------------------------- | -------------------------- | ------------------- |
| 2008.04 | 2008.09 | ネプリーグ | -                 | クイズ!ヘキサゴンⅡ           | 全国一斉! 日本人テスト | 検定ジャポン                                            | 脳内エステ IQサプリ        | 熱血! 平成教育学院  |
| 2008.10 | 2009.03 | ネプリーグ | -                 | クイズ!ヘキサゴンⅡ           | 全国一斉! 日本人テスト | -                                                       | -                          | 熱血! 平成教育学院  |
| 2009.04 | 2009.07 | ネプリーグ | -                 | クイズ!ヘキサゴンⅡ           | 全国一斉! 日本人テスト | ゲーム&クイズバラエティ ペケ×ポン                       | -                          | 熱血! 平成教育学院  |
| 2009.08 | 2011.03 | ネプリーグ | -                 | クイズ!ヘキサゴンⅡ           | -                      | ゲーム&クイズバラエティ ペケ×ポン                       | -                          | 熱血! 平成教育学院  |
| 2011.04 | 2011.09 | ネプリーグ | -                 | クイズ!ヘキサゴンⅡ           | -                      | ゲーム&クイズバラエティ ペケ×ポン                       | -                          | 1年1組 平成教育学院 |
| 2011.10 | 2012.09 | ネプリーグ | -                 | -                            | -                      | ゲーム&クイズバラエティ ペケ×ポン                       | -                          | -                   |
| 2012.10 | 2014.01 | ネプリーグ | -                 | 超潜入! リアルスコープ HYPER | -                      | ゲーム&クイズバラエティ ペケ×ポン                       |                            | -                   |
| 2014.02 | 2015.03 | ネプリーグ | -                 | 超潜入! リアルスコープ HYPER | -                      | ゲーム&クイズバラエティ ペケ×ポン                       | クイズ! それマジ!?ニッポン |                     |
| 2015.04 | 2015.08 | ネプリーグ | ペケ+ポン(プラス) | -                            | -                      | -                                                       | クイズ! それマジ!?ニッポン |                     |
| 2015.09 | 2016.02 | ネプリーグ | ペケ+ポン(プラス) | -                            | -                      | -                                                       | -                          |                     |
| 2016.03 | 2016.10 | ネプリーグ | -                 | -                            | -                      | -                                                       | -                          |                     |
| 2016.11 | 2017.03 | ネプリーグ | 今夜はナゾトレ    | -                            | -                      | -                                                       | -                          |                     |
| 2017.04 | 2017.09 | ネプリーグ | 今夜はナゾトレ    | -                            | -                      | 最上級のひらめき人間を目指せ! クイズ!金の正解!銀の正解! | -                          |                     |
| 2017.10 | 2018.09 | ネプリーグ | 今夜はナゾトレ    | -                            | -                      | -                                                       | -                          |                     |
| 2018.10 | 現在    | ネプリーグ | 今夜はナゾトレ    | -                            | -                      | 超逆境クイズバトル!! 99人の壁                           | -                          |                     |